# Charlie Yelverton
Charles W. "Charlie" Yelverton (Nueva York, 5 de diciembre de 1948) es un exjugador y exentrenador estadounidense de baloncesto que disputó una temporada en la NBA, además de jugar en Italia y en Suiza. Con 1,88 metros de estatura, lo hacía en la posición de base.

## Trayectoria deportiva

### Universidad
Jugó durante cuatro temporadas con los Rams de la Universidad de Fordham, en las que promedió 16,7 puntos y 8,6 rebotes por partido. En 1971 consiguió anotar 46 puntos ante la Universidad de Rochester, marca que hoy en día sigue siendo récord de los Rams. Ese mismo año recibió el Premio Haggerty que se concede al mejor jugador del área metropolitana de Nueva York.

### Profesional
Fue elegido en la vigésimo quinta posición del Draft de la NBA de 1971 por Portland Trail Blazers, y también por los Pittsburgh Condors en la octava ronda del Draft de la ABA, fichando por los Blazers. Allí jugó una temporada como suplente de Stan McKenzie, promediando 7,9 puntos y 2,9 rebotes por partido.
Tras ser despedido poco antes del comienzo de la temporada 1972-73, jugó unos cuantos partidos con los Scranton Apollos de la EBA antes de iniciar su aventura europea, fichando por el Olympiacos de la liga griega, donde duró pocos partidos, regresando a Nueva York donde al verse sin equipo se compró un taxi para trabajar. Allí fue redescubierto por Sandro Gamba, quien se lo llevó al Mobilgirgi Varese para sustituir a Manuel Raga como extranjero en competiciones europeas (para la liga tenía a Bob Morse). Esa temporada ganaron la Copa de Europa derrotando al Real Madrid en la final, vengándose de derrota en la edición anterior.
Al año siguiente jugó en el Pinti Inox Brescia de la Serie A2, regresando a Varese en 1977, donde jugaría dos temporadas, en las que promedió 18,8 puntos y 4,8 rebotes por partido. En ese periodo de tiempo ganó la liga italiana en 1978 y llegó a dos finales más de la Copa de Europa en las que fue el jugador más destacado del equipo italiano, anotando 24 y 27 puntos respectivamente, pero perdiendo en ambas el título de campeón.
Tras jugar un año en Suiza, terminó su carrera en un equipo italiano de categorías inferiores, el Robur Basket Saronno, en el que llegó a ejercer como jugador-entrenador.

## Estadísticas de su carrera en la NBA

### Temporada regular
| Temporada | Edad | Equipo                 | Liga | P  | TIT | MIN  | TC  | TCA | %TC  | 3P | 3PA | %3P | TL  | TLA | %TL  | R.OF. | R.DEF. | REB | ASIS | ROB | TAP | PER | FP  | PTS |
| 1971-72   | 23   | Portland Trail Blazers | NBA  | 69 |     | 17.8 | 3.0 | 7.7 | .389 |    |     |     | 1.9 | 2.7 | .707 |       |        | 2.9 | 1.2  |     |     |     | 2.1 | 7.9 |
| Total     |      |                        | NBA  | 69 |     | 17.8 | 3.0 | 7.7 | .389 |    |     |     | 1.9 | 2.7 | .707 |       |        | 2.9 | 1.2  |     |     |     | 2.1 | 7.9 |